# El Perico
El Perico es una localidad del estado mexicano de Guanajuato. Es parte del municipio de Valle de Santiago.

## Demografía
| Gráfica de evolución demográfica |
|                                  |

| Censo | Población |
| ----- | --------- |
| 1910  | 272       |
| 1921  | 249       |
| 1930  | 300       |
| 1940  | 347       |
| 1950  | 291       |
| 1960  | 553       |
| 1970  | 535       |
| 1980  | 794       |
| 1990  | 927       |
| 2000  | 775       |
| 2010  | 990       |
| 2020  | 1 031     |